# Dorani
Dorani - Jedna od glavnih staro-helenskih grupa naroda izvorno naseljeni blizu planine Olimp. Dorani su svoje ime dobili po Dorusu, sinu Heleninom. U 12. stoljeću prije Krista počinju migrirati na jug. Tri dorska plemena Hileji, Pamfiloji i Dimani naselili su se na istoku i jugu Peloponeza, zamijenivši na tome mjestu Ahejce.  Njihove migracije trajale su 1100. pa do 950. prije Krista, nakon čega se njihov utjecaj osjetio čak na Kreti, a osnivasli su kolonije i u Italiji, Siciliji i Maloj Aziji